# Etta Priskorn og historien
Etta Priskorn og historien er en dansk dokumentarfilm fra 1981 instrueret af Allan Berg.

## Handling
En kvinde fortæller om sin historie og således historien fra 1920 og frem som en kommunistisk socialiseringsproces.